# Marienauszeichnung

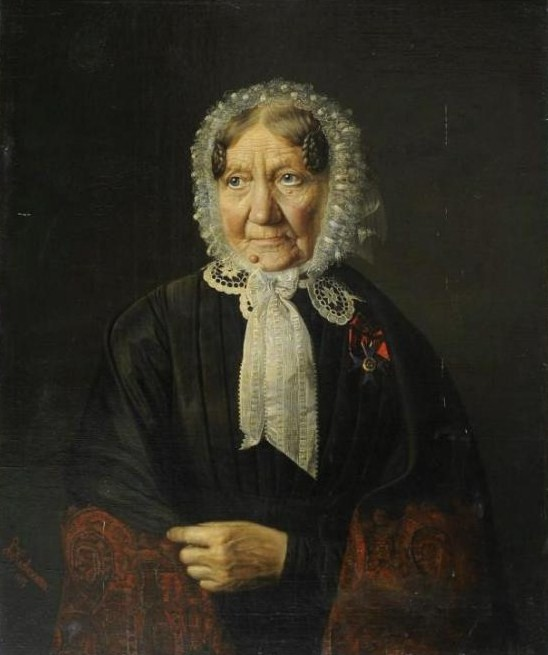
Trägerin der Marienauszeichnung, 1857

Die Marienmedaille, russisch Мариинский знак отличия беспорочной службы Mariiskij snak otlitschija besporotschnoj sluschby, deutsch ‚Marienauszeichnung  für verdienstvolle Leistungen‘, war eine russische Auszeichnung für Frauen. Sie wurde am 14. Oktober 1828 von Zar Nikolaus I. zu Ehren seiner Mutter Maria Fjodorowna gestiftet. Das Ehrenzeichen wurde an Direktorinnen und Inspektorinnen der Institute vergeben, die unter Aufsicht Maria Fjodorewnas standen.
Das Ehrenzeichen hatte zwei Klassen. Die erste Klasse wurde an leitende Damen verliehen, welche 25 und mehr Jahre in diesen Funktionen gewirkt hatten. Die Dekoration dieser Klasse bestand aus einem goldenen, blau emaillierten Kreuz mit dem Namenszug von Maria Fjodorewna und einem Lorbeerzweig. Mittig darauf waren die Dienstjahre in römischer Zahl aufgebracht. Die Dekoration wurde am Schulterband des Wladimirordens getragen.
Die zweite Klasse musste wenigstens fünfzehn Jahre Amtsführung nachweisen. Die Dekoration war eine blaue Medaille mit demselben Namenszug und der Zahl der Dienstjahre. Es wurde am Band des Wladimirordens auf der Brust getragen.
Der Orden konnte nicht wieder entzogen werden.